# Seweryn Morawski
Seweryn Morawski, cunoscut și ca Seweryn Tytus Morawski-Dabrowa, (n. 2 ianuarie 1819, Siółko - d. 2 mai 1900, Lemberg) a fost un preot catolic polonez, care a îndeplinit funcțiile de episcop auxiliar (1881-1885) și apoi pe cea de arhiepiscop de Lemberg (1885-1900).

## Biografie
Seweryn Morawski s-a născut la 2 ianuarie 1819, în localitatea Siółko. În 1841-1849 ani a fost un funcționar public. A fost hirotonit diacon la 24 august 1851 și preot la 31 august 1851. În 1862 a devenit canonic al Capitlului catedral de Lemberg, iar în 1872 decan și prelat papal cu titlul de Monsenior. În 1877 el a primit demnitatea de prelat intern al Papei Pius al IX-lea.
La 13 mai 1881 a fost numit episcop auxiliar al Arhidiecezei de Lemberg și episcop titular de Trapezopolis. A fost consacrat ca episcop la 26 iunie 1881 în Catedrala de Lemberg de către arhiepiscopul Franciszek Ksawery Wierzchlejski de Lemberg, asistat de Albin Dunajewski (episcop al Cracoviei) și Grzegorz Romaszkan (arhiepiscop armeano-catolic de Lemberg). După moartea la 17 aprilie 1884 a arhiepiscopului Wierzchlejski, episcopul auxiliar Morawski a fost ales la 15 februarie 1885 în funcția de arhiepiscop de Lemberg, fiind confirmat de papă la 27 martie 1885.
A publicat lucrările Akta synodu prow. lwowskiego z r. 1567, Szereg sufraganów lwowskich, Maria Cecylia Chołoniewska și altele.
În 1887, Seweryn Morawski a primit titlul de Doctor Honoris Causa al Facultății de Teologie a Universității Jagiellone de la Cracovia. El a fost principalul consacrator al lui Joseph Weber (episcop auxiliar de Lemberg, 29 decembrie 1895) și consacrator al episcopilor Izaak Mikołaj Isakowicz (arhiepiscop armeano-catolic de Lemberg, 27 august 1882) și Julian Pełesz (episcop greco-catolic ucrainean de Stanisławów, 1 noiembrie 1885). A murit la 2 mai 1900.